# Estatge geològic
Un estatge geològic o estatge faunístic en cronoestratigrafia, és una successió d'estrats de roca dipositats en una sola època de l'escala geològica, que normalment comprèn milions d'anys de deposició. Un determinat estatge de roques i l'edat corresponent tindran, convencionalment, el mateix nom i els mateixos límits. Les sèries de roques es divideixen en estatges, de la mateixa manera que les èpoques geològiques es divideixen en edats. Els estatges es divideixen en unitats estratigràfiques més petites anomenades cronozones o subestatges, i s'agrupen en superestatges. Sovint s'utilitza el terme etapa faunística, en referència al fet que la mateixa fauna es troba, per definició, en tota la capa de roques.
Un estatge geològic té un rang relativament menor dins la jerarquia convencional de l’escala estratigràfica formal (compresa entre la cronozona i la sèrie) i representa un interval de temps geològic més petit. És la unitat de treball bàsica de la cronoestratigrafia internacionalment reconeguda. Gairebé sempre resta definida en dins un estratotip i pels estratotips de límit. L'equivalent en geocronologia és l’edat.
La durada d’un estatge és entre 3 i 10 Ma. El gruix o potència de l'estrat no té una significació determinada. El nom que rep convencionalment prové del topònim o accident geogràfic de l’àrea tipus o l’estratotip. El nom s'escriu en forma adjectivada masculina, acabada amb el sufix -ià i amb majúscula (Plasencià, Zanclià, Messinià, Tortonià, Serraval·lià, Aquitanià), tot i que hi ha ha noms d’estatges que no acompleixen aquesta regla.
| Unitats de cronoestratigrafia i geocronologia | Unitats de cronoestratigrafia i geocronologia | Unitats de cronoestratigrafia i geocronologia                                                                    |
| Estrats de roca en cronoestratigrafia         | Els intervals de temps en geocronologia       | Unitats geocronològiques                                                                                         |
| --------------------------------------------- | --------------------------------------------- | --- |
| Eonotema                                      | Eon                                           | 4, de mig milió d'anys o més                                                                                     |
| Erathem                                       | Era                                           | 10, diversos centenars de milions d'anys                                                                         |
| Sistema                                       | Període                                       | 22, de desenes a ~ cent milions d'anys                                                                           |
| Sèrie                                         | Època                                         | 34 , desenes de milions d'anys                                                                                   |
| Estatge                                       | Edat                                          | 99, de milions d'anys                                                                                            |
| Cronozona                                     | Cron                                          | subdivisió d'una edat, no utilitzada per l'escala de temps de la Comissió Cronoestratigràfica Internacional, ICS |

## Estatges i litoestratigrafia
Els estatges poden incloure moltes unitats litostratigràfiques (formacions, membres, jaciments) de diferents tipus de roques que es dipositaven en diferents ambients en un mateix temps geològic. Igualment, una unitat litostratigràfica pot incloure una sèrie d'estatges i parts d'un o de diversos estatges.

## Utilitat
Utilitzats sobretot per paleontòlegs que estudien fòssils per geòlegs que estudien les formacions geològiques i les seves roques. Normalment contenen fòssils similars sedimentats en un període geològic similar o sincrònic. S'hi poden trobar un o més fòssils índex, que solen ser comuns, fàcils de reconèixer, i limitats a un o a molt pocs estatges. Així, un paleontòleg que trobés fragments del trilobit Olenellus podria identificar les capes com a pertanyents al Cambrià inferior, mentre que fragments d'un trilobit més recent com ara Elrathia indicarien que es tracta d'un aflorament o estrat del Cambrià mitjà. Simplificant, es pot fer una analogia entre edat i estatge; el primer terme defineix un període (temps), mentre que el segon es refereix als estrats rocosos d'aquell temps en qüestió. Sovint es fan servir, erròniament, els dos termes indistintament com si fossin sinònims en obres o articles informals.